# Glikozaminoglikan
Glikosaminoglikani (GAG) ili mukopolisaharidi su dugački nerazgranati polisaharidi koji se sastoje od ponavljajućih disaharidnih jedinica. Ponavljajuća jedinica se sastoji od heksoze (šestougljeničnog šećera) ili heksuronske kiseline, vezane za heksozamin (šestougljenični šećer koji sadrži azot).

## Proizvodnja
Proteinske osnove formirane u endoplazmatičnom retikulumu se posttranslaciono modifikuju glikoziltransferazama u Goldžijevom aparatu, gde se GAG disaharidi dodaju na proteinsku osnovu i time se formiraju proteoglikani. Izuzetak je GAG hialuronan, koji se jedinstveno sintetiše bez proteinske osnove, i enzimi na ćelijskoj površini ga direktno otpuštaju u ekstracelularni prostor.

## Funkcija
Ova familija ugljenih hidrata je esencijalna ili važna za život.
GAG molekuli formiraju komponente vezivnih tkiva. GAG lanci mogu da budu kovalentno vezani za protein čime formiraju proteoglikane. Voda se vezuje za GAG molekule. Od toga proističe otpornost na pritisak. Gustina molekula šećera, i neto negativno naelektrisanje privlače katjone, na primer Na+. Preteoglikani nakon vezivanja natrijuma, privlače molekule vode.
Neki primeri upotrebe glikozaminoglikana u prirodi su heparin kao antikoagulant, hialuronan kao komponenta u sinovijalnog fluida podmazivača telesnih zglobova, i hondroitini, koji se nalaze u vezivnim tkivima, hrskavici, i tetivama.

## Klasifikacija
Članovi familije glikosaminoglikana se razlikuju po tipu heksozamina, heksozne ili heksuronsko kiselinske jedinice koju sadrže (npr. glukuronska kiselina, iduronska kiselina, galaktoza, galaktozamin, glukozamin).
Oni se takođe razlikuju u geometriji glikozidne veze.
Primeri glikozaminoglikana su:
| Ime               | Heksuronska kiselina / Heksoza | Heksozamin | Geometrija veze između predominantnih monomernih jedinica | Jedinstvene osobine |
| Hondroitin sulfat | ili                            | ili        |                                                           | Najprevalentniji GAG |
| Dermatan sulfat   | ili                            | ili        |                                                           | Razlikuje se od hondroitin sulfata po prisustvu iduronske kiseline.                                                                     |
| Keratan sulfat    | ili                            | ili        |                                                           | Keratan sulfat tip II može da bude fukozilisan.                                                                                         |
| Heparin           | ili                            | ili        |                                                           | Visoka gustina negativnog naelektrisanja                                                                                                |
| Heparan sulfat    | ili                            | ili        |                                                           | Struktura slična heparinu. Međutim, jedinice heparan sulfat disaharida su organizovane u distinktne sulfatisane i nesulfatisane domene. |
| Hijaluronan       |                                |            |                                                           | Jedini GAG koji je ekskluzivno nesulfatisan                                                                                             |

### Skraćenice
- glukuronska kiselina
- sulfo-β-D-glukuronska kiselina
- iduronska kiselina
- = 2-O-sulfo-α-L-iduronska kiselina
- = β-D-galaktoza
- = 6-O-sulfo-β-D-galaktoza
- --acetilgalaktozamin
- -acetilgalaktozamin-4-O-sulfat
- -acetilgalaktozamin-6-O-sulfat
- -acetilgalaktozamin-4-O, 6-O-sulfat
- --acetilgalaktozamin
- -sulfoglukozamin
- -sulfoglukozamin-6-O-sulfat
- Gallagher, J.T., Lyon, M. (2000). „Molecular structure of Heparan Sulfate and interactions with growth factors and morphogens”.  Ур.: Iozzo, M, V. Proteoglycans: structure, biology and molecular interactions. Marcel Dekker Inc. New York, New York. стр. 27—59.

## Spoljašnje veze
- Glikozaminoglikani Архивирано на веб-сајту  (8. фебруар 2023)
- Ilustracija na
- Uloga mukopolisaharida u dobrom zdravlju